# Get Your Heart On!
Get Your Heart On! là album phòng thu thứ tư của nhóm nhạc punk/alternative Simple Plan. Album được ra mắt ngày 21 tháng 6 năm 2011 (ngày 17 tháng Sáu ở một số nước như Úc và Hà Lan). Đĩa đơn đầu tiên của album là "Can't Keep My Hands Off You", ra mắt ngày 31 tháng 3 năm 2011. Đĩa đơn quảng bá cho Get Your Heart On!, "Jet Lag" được ra mắt ngày 25 tháng Tư. Ngoài ra, nhóm nhạc còn cho ra các đĩa đơn khác như "Astronaut" (19 tháng 12 năm 2011) và "Summer Paradise" (13 tháng 12 năm 2011 tại Úc, 28 tháng 2 năm 2012 trên toàn thế giới). Album đạt vị trí thứ 52 trên bảng xếp hạng Billboard Top 200.

## Danh sách bài hát
Tất cả các bài hát đều được sáng tác và trình bày bởi Simple Plan.
| STT | Nhan đề | Thời lượng |
| --- | --- | ---------- |
| 1.  | "You Suck at Love"                                                                                           | 3:11       |
| 2.  | "Can't Keep My Hands off You" (hát với Rivers Cuomo)                                                         | 3:21       |
| 3.  | "Jet Lag" (hát với Natasha Bedingfield, Nolan Sipe và Ryan Petersen tham gia sáng tác)                       | 3:24       |
| 4.  | "Astronaut" (Jim Irvin và Julian Emery tham gia sáng tác)                                                    | 3:41       |
| 5.  | "Loser of the Year" (Claude Kelly tham gia sáng tác)                                                         | 3:26       |
| 6.  | "Anywhere Else But Here"                                                                                     | 3:44       |
| 7.  | "Freaking Me Out" (hát với Alex Gaskarth của nhóm All Time Low, Jim Irvin và Julian Emery tham gia sáng tác) | 3:07       |
| 8.  | "Summer Paradise" (hát với K'naan)                                                                           | 3:56       |
| 9.  | "Gone Too Soon"                                                                                              | 3:16       |
| 10. | "Last One Standing"                                                                                          | 3:27       |
| 11. | "This Song Saved My Life"                                                                                    | 3:12       |